# Vitrinskåp

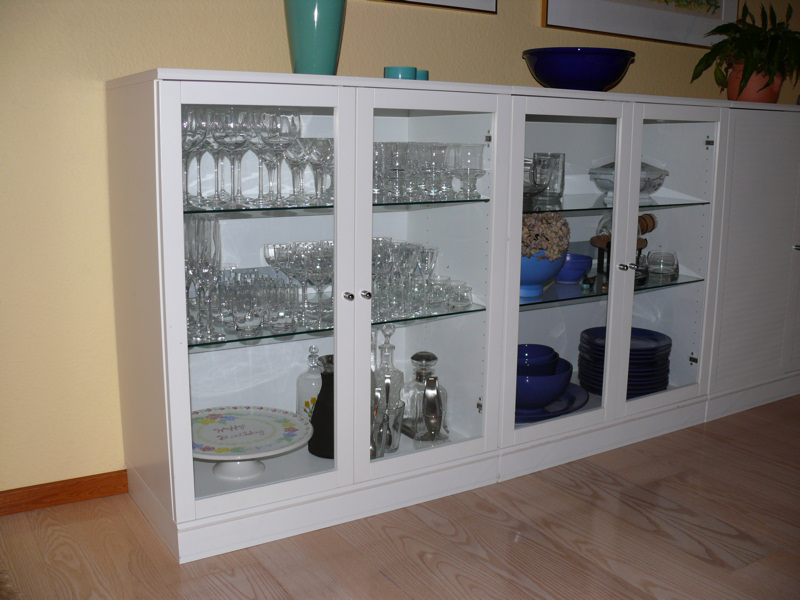
Ett vitrinskåp.

Ett vitrinskåp (IPA: /vitriːn/), eller vitrin, är en förvaringsmöbel med glasdörrar. I vitrinskåp förvaras ofta glas, porslin, konstföremål, minnessaker och andra saker som man vill visa upp samtidigt som glaset skyddar föremålen från damm och smuts.
Ordet vitrin är belagt i svenska språket sedan 1875 och kommer från det franska ordet vitrine, som i sin tur härstammar från det latinska ordet vitrum, som betyder glas.